# L-Gante RKT
«L-Gante RKT» es una canción del cantante argentino L-Gante y el productor Papu DJ. Fue lanzado el 3 de octubre de 2020. La canción logró posicionarse en los primeros puestos de Argentina Hot 100 de Billboard.
Es considerada por el público y varios artistas como el himno del género musical RKT.[cita requerida] Tal consideración se debe a que, fue la explosión del RKT, abriendo puertas a nuevos artistas emergentes a cantar y convertirse en grandes exponentes de dicho género.[cita requerida]

## Letra
La letra de la canción fue escrita por el mismo L-Gante. La canción describe en detalle el entretenimiento en los barrios marginales en épocas de pandemia de COVID-19 con un sonido alegre y una letra pegajosa.

## Posicionamiento en listas

### Semanales y mensuales
| Listas (2021)                 | Mejor posición |
| ----------------------------- | -------------- |
| Argentina (Argentina Hot 100) | 2              |
| Paraguay (SGP)                | 1              |